# Lilleager
Lilleager är en ö i Danmark. Den ligger i Region Själland, i den sydöstra delen av landet. Ön saknar i princip växtlighet.